# Шавано-Парк (Техас)
Шавано-Парк (англ. Shavano Park) — місто (англ. city) в США, в окрузі Беар штату Техас. Населення — 3524 особи (2020).

## Географія
Шавано-Парк розташоване за координатами 29°35′4″ пн. ш. 98°33′22″ зх. д. / 29.58444° пн. ш. 98.55611° зх. д. (29.584448, -98.556179).  За даними Бюро перепису населення США в 2010 році місто мало площу 8,64 км², з яких 8,62 км² — суходіл та 0,01 км² — водойми.

## Демографія
Згідно з переписом 2010 року, у місті мешкало 3035 осіб у 1101 домогосподарстві у складі 953 родин. Густота населення становила 351 особа/км².  Було 1152 помешкання (133/км²).
Расовий склад населення:
| - 91,2 % — білих - 3,8 % — азіатів - 1,1 % — чорних або афроамериканців - 0,2 % — корінних американців - 1,4 % — осіб інших рас |

До двох чи більше рас належало 2,2 %. Частка іспаномовних становила 21,3 % від усіх жителів.
За віковим діапазоном населення розподілялося таким чином: 23,2 % — особи молодші 18 років, 57,2 % — особи у віці 18—64 років, 19,6 % — особи у віці 65 років та старші. Медіана віку мешканця становила 49,9 року. На 100 осіб жіночої статі у місті припадало 94,7 чоловіків;  на 100 жінок у віці від 18 років та старших — 91,5 чоловіків також старших 18 років.
Середній дохід на одне домашнє господарство  становив 231 291 долар США (медіана — 175 750), а середній дохід на одну сім'ю — 254 814 долари (медіана — 188 650). Медіана доходів становила 139 886 доларів для чоловіків та 62 333 долари для жінок. За межею бідності перебувало 4,5 % осіб, у тому числі 3,3 % дітей у віці до 18 років та 6,0 % осіб у віці 65 років та старших.
Цивільне працевлаштоване населення становило 1589 осіб. Основні галузі зайнятості: освіта, охорона здоров'я та соціальна допомога — 39,0 %, роздрібна торгівля — 10,8 %, фінанси, страхування та нерухомість — 10,0 %, науковці, спеціалісти, менеджери — 9,7 %.